# Kyle Soller
Kyle Soller, född 1 juli 1983 i Bridgeport, Connecticut, är en amerikansk skådespelare.
Soller har bland annat medverkat i TV-serierna Andor och Bodies. Han har även medverkat i filmen Brexit: The Uncivil War.

## Filmografi (i urval)
- 2015–2018 – Poldark (TV-serie)
- 2019 – Brexit: The Uncivil War
- 2022 – Andor (TV-serie)
- 2023 – Bodies (TV-serie)
- 2025 – Death by Lightning (TV-serie)
- 2025 – Jay Kelly